# Szumicha
Szumicha – miasto w Rosji, w obwodzie kurgańskim. W 2025 roku liczyło 16 045 mieszkańców.